# NordVPN
NordVPN est un service de réseau privé virtuel (VPN) fourni par l'entreprise lituanienne Nord Security (Nordsec B.V., Nordsec Ltd). Il propose des applications de bureau pour Microsoft Windows, macOS et Linux. Des applications mobiles sont disponibles pour Android et iOS ainsi que pour Android TV,. La configuration manuelle est notamment disponible pour les routeurs sans fil, les périphériques de serveur de stockage en réseau et autres plateformes.
Sous forme d'abonnement, il donne accès, depuis février 2025, à plus de 7 300 serveurs dans plus de 118 pays.
L'entreprise Nord Security qui possède la marque NordVPN est basée au Panama, paradis fiscal, puisque le pays n’a pas de loi de conservation des données et ne participe pas aux alliances Five Eyes ou Fourteen eye. Elle dispose de bureaux en Lituanie, au Panama, au Royaume-Uni et aux Pays-Bas.

## Histoire
NordVPN a été créé en 2012 par « quatre amis d’enfance », comme l’indique son site Web. Plus tard en mai 2016, une application Android est présentée, suivie d’une application pour iOS en juin de la même année. En octobre 2017, une extension de navigateur Google Chrome ainsi que Mozilla Firefox sont lancées. En juin 2018, le service lance une application pour Android TV. À ce moment, NordVPN exploitait plus de 4 000 serveurs à travers 62 pays.
En mars 2019, il a été signalé que NordVPN avait reçu de la part du Service fédéral de supervision des communications, des technologies de l'information et des médias de masse de Russie une directive lui demandant de rejoindre une liste publique des sites Web interdits par l’État, ce qui empêcherait les utilisateurs russes de contourner la censure. NordVPN se serait vu accorder un mois pour se conformer à la loi sous peine d'être bloqué par les autorités. NordVPN a refusé de donner suite à cette demande et a fermé ses serveurs russes le 1er avril 2019.
En conséquence, NordVPN opère toujours en Russie, mais les utilisateurs russes n’ont pas accès aux serveurs locaux.
En septembre 2019, NordVPN annonce une solution de VPN pour les entreprises, appelée NordVPN Teams. Il s’adresse aux petites et moyennes entreprises ainsi qu’aux indépendants qui ont besoin d’accéder aux ressources de travail en toute sécurité.
Le 21 octobre 2019, un chercheur en sécurité resté anonyme a révélé sur Twitter un incident impliquant une fuite de données privées NordVPN. En réponse, NordVPN a confirmé qu’en mars 2018, le serveur de l'un de ses fournisseurs basé en Finlande avait été piraté, via une brèche laissée ouverte. L’exploit résultait d’une vulnérabilité dans le système d’administration à distance d’un centre de données sous contrat, qui affectait la Finlande, entre le 31 janvier et le 20 mars 2018. Le 13 avril 2019, le centre de données a révélé l’infraction à NordVPN, lequel a immédiatement mis fin à sa relation avec ce centre de données, en démantelant le serveur concerné.
NordVPN a été critiqué pour ne pas avoir révélé l'incident directement après en avoir pris connaissance, mais la société a indiqué qu’elle avait initialement prévu de divulguer l’incident, une fois ses audits de sécurité internes terminés.
Le 29 octobre 2019, NordVPN a annoncé des audits supplémentaires, ainsi qu’un programme de primes aux bogues pour augmenter la transparence et la sécurité des données.
En 2017, NordVPN a lancé des serveurs offusqués (brouillés), afin d’avoir un accès VPN soumis à de fortes restrictions Internet. Ces serveurs permettent d’avoir accès au service dans des pays tels que l’Iran, l’Arabie saoudite et la Chine. Bien que le gouvernement chinois tente de restreindre les communications chiffrées depuis plusieurs années, des millions de personnes dépendent toujours des divers services VPN, pour ainsi contourner le système de censure chinois, connu sous le nom de « Grand Firewall de Chine ».
En octobre 2019, après que le gouvernement de Hong Kong a adopté une loi anti-masque en réponse aux manifestations contre l’augmentation de l’influence de la Chine sur les affaires de la ville, LIHKG, plate-forme en ligne utilisée par les manifestants, a exhorté les usagers à télécharger des VPN pour éviter les fermetures potentielles d’Internet. Le 7 octobre 2019, NordVPN serait devenu la cinquième application mobile la plus téléchargée à Hong Kong.

## Caractéristiques et fonctionnalités
NordVPN achemine le trafic Internet de tous les utilisateurs via un serveur distant géré par le service, masquant ainsi leur adresse IP et chiffrant toutes les données entrantes et sortantes. Pour le chiffrement, NordVPN utilise les technologies OpenVPN et Internet Key Exchange v2 / IPsec dans ses applications. Outre les serveurs VPN d’usage général, le fournisseur propose des serveurs à des fins spécifiques, notamment le partage pair-à-pair, le double chiffrement et la connexion au réseau d’anonymat de Tor.
Autrefois, NordVPN utilisait des connexions Layer 2 Tunneling Protocol / IPsec et Point-to-Point tunneling Protocol (PPTP) et des routeurs, mais celles-ci ont été supprimées par la suite car elles étaient largement obsolètes et non sécurisées.
Les abonnés ont accès à des extensions de Proxy chiffrées pour les navigateurs Google Chrome et Mozilla Firefox.
Les applications Android et iOS, ainsi que le service-après-vente de NordVPN sont disponibles en plusieurs langues dont le français, d'après le site du prestataire.
En novembre 2018, NordVPN a affirmé que sa politique de non conservation d’un registre d’activité en ligne de ses utilisateurs a été vérifiée lors d’un audit de PricewaterhouseCoopers AG,.
En juillet 2019, NordVPN a publié NordLynx,, un nouvel outil VPN basé sur le protocole expérimental WireGuard, qui vise à obtenir de meilleures performances que les protocoles de tunneling IPsec et OpenVPN. NordLynx est disponible pour les utilisateurs de Linux et, selon les tests effectués par Wired UK, cela permet d’aboutir à « des augmentations de vitesse de plusieurs centaines de Mo/s dans certaines conditions ».

## Réception
Dans un article de PC Magazine publié en février 2019, NordVPN a été félicité pour ses fonctions de sécurité puissantes ainsi que pour son « réseau énorme de serveurs », bien que son prix ait été jugé trop élevé,. Le Journal du Geek classe NordVPN en tête de son classement des meilleurs VPN pour son nombre de serveurs, sa vitesse accrue grâce au nouveau protocole NordLynx et son prix. TechAdvisor classe de son côté NordVPN numéro 1.
TechRadar a recommandé NordVPN pour avoir contourné la censure d'Internet au niveau de l’État, y compris le Grand Firewall de Chine.

## Critique
En 2019, l'Autorité des Normes Publicitaire au Royaume-Uni (ASA) a conclu qu'une de leurs publicités télévisée est trompeuse, à cause de l'insinuation selon laquelle les réseaux WIFI public sont si peu sécurisés, qu'il reviendrait à divulguer ses données personnelles.
En 2023, ce même organisme conclut qu'une de leurs publicités radio est trompeuse, du fait qu'elle contient « switch off… malware », qui pourrait se traduire par « désactiver… les logiciels malveillants », ce qui, dans le contexte de la publicité, pouvait laisser penser que cela arrêtait tous les logiciels malveillants.